# Grammy al millor àlbum de pop llatí
El premi Grammy al millor àlbum de pop llatí és un guardó presentat en els Premis Grammy, una cerimònia que va ser establida en el 1958 i en el seus orígens s'anomenava Premis Gramòfon per als àlbums instrumentals o vocals de pop llatí que han realitzat gravacions de nova creació en, almenys, el 51% del temps d'aquestes.
El premi es va iniciar en la 26a edició amb el nom de Grammy a la millor interpretació de pop llatí, des de la 34a edició el premi s'anomenava com en l'actualitat Grammy al millor àlbum de pop llatí. En la 37a edició el premi es va tornar a anomenar Grammy a la millor interpretació de pop llatí i, a partir de la 43a edició, el guardó es va reanomenar Grammy al millor àlbum de pop llatí. Posteriorment, en la 54a edició, el premi es va integrar dintre de la categoria Grammy al millor àlbum de pop llatí, rock, o urbà i, finalment, per a la 55a edició es va tornar a anomenar Grammy al millor àlbum de pop llatí.

## Guardonats

### Dècada del 2020
| Edició | Imatge | Guanyador(s)/ Guanyadora(es) | Obra      | Nominat(s)/ Nominada(es)                                                                        | Ref   |
| ------ | ------ | ---------------------------- | --------- | ----------------------------------------------------------------------------------------------- | ----- |
| 62     |        | Alejandro Sanz               | #El Disco | - Luis Fonsi – Vida - Maluma – 11:11 - Ricardo Montaner – Montaner - Sebastian Yatra – Fantasía | [ 2 ] |